# Каледин, Дмитрий Борисович
Дми́трий Бори́сович Кале́дин (15 декабря 1969 года, Москва) — российский математик. Известен своими работами в области К-теории и алгебраической геометрии, а также ранними работами в области гиперкомплексной геометрии.

## Биография
Каледин учился в математическом классе школы № 91 г. Москвы. Снимался камео в фильме «Мой класс». В 1991 году учился в МФТИ. С 1991 по 1995 год учился в аспирантуре Массачусетского технологического института, и в 1995 году получил степень PhD. Защищал диссертацию под руководством Давида Каждана, её тема — «Особые гиперкэлеровы факторы».
В 1995 году Каледин получил статус профессора математики в Независимом Московском университете, в котором работает и по сей день. На рубеже 1999 и 2000 года Каледин занимал позицию chargé de recherche — штатную исследовательскую позицию — в Политехнической школе в Париже. В 2002 году получил место исследователя в ИТЭФе и Математическом институте им. Стеклова. В 2007 году был приглашённым профессором в Северо-Западном университете в Эванстоне. Помимо этого, в 2001—2006 годах в разное время работал в Чикаго, Кёльне, Майнце, Париже, Нанте, Гёттингене, Иерусалиме, Беркли и Бонне.
В 2007—2008 годах Каледин работал в Токийском университете, в 2009—2011 занимал позицию в Корейском институте перспективных исследований в Сеуле. В 2008 году он защитил докторскую диссертацию.
В 2016 году Каледину было присвоено звание профессора Российской академии наук.

## Общественная позиция
В феврале 2022 года подписал открытое письмо российских учёных и научных журналистов с осуждением вторжения России на Украину и призывом вывести российские войска с украинской территории.

## Труды
Ранние работы Каледина были посвящены гиперкэлеровой и гиперкомплексной геометрии. Ему принадлежит систематическое изучение гиперкэлеровой структуры на тотальном пространстве кокасательного расслоения комплексного многообразия, доказательство интегрируемости почти комплексной структуры на твисторном пространстве гиперкомплексного многообразия, а также работы по трианалитическим подмногообразиям в гиперкэлеровых многообразиях (аналогам аналитических подмногообразий в комплексной геометрии). В начале 2000-х Каледин публикует алгебраико-геометрические работы, посвящённые особенностям, пуассоновой геометрии и квантованию, а впоследствии — по алгебраической K-теории.
По заявлению самого Каледина, его областью научных интересов являются комплексная и дифференциальная геометрия, некоммутативная геометрия, теория гиперкэлеровых многообразий, теория Ходжа, К-теория и зеркальная симметрия, а также гомологическая алгебра. В частности, он доказал некоторые случаи гипотезы о вырождении, сформулированной Концевичем.
В 2000 году вышла книга «Hyperkaehler manifolds», написанная Калединым в соавторстве с Вербицким. Также в соавторстве с ним он обобщил теорему Богомолова — Тиана — Тодорова и опубликовал ещё несколько статей.

## Личная жизнь
Жена — Ольга Шкабарня, инструктор по скалолазанию, бывшая фотомодель и порноактриса. Вместе с мужем снялась в фильме «Дау».

## Прочее
В 1990-х Каледин был близок к кругу Дугина: например, в 1996 году по предложению последнего он перевёл на русский статью Питера Дрю «Оруэлл, социализм и свобода». С 2005 года Каледин ведёт блог на платформе LJ.Rossia.org, до 12 мая 2009 года был одним из его администраторов. Единственным из пользователей, добавленных им в ленту друзей, является известный фотограф и порнорежиссёр Григорий Галицын.

## Фильмография
| Год  |   | Название        | Роль  |
| ---- | - | --------------- | ----- |
| 2007 | ф | Мой класс       | камео |
| 2019 | ф | Дау             | камео |
| 2020 | ф | Дау. Вырождение | камео |